# WiggleZ Dark Energy Survey

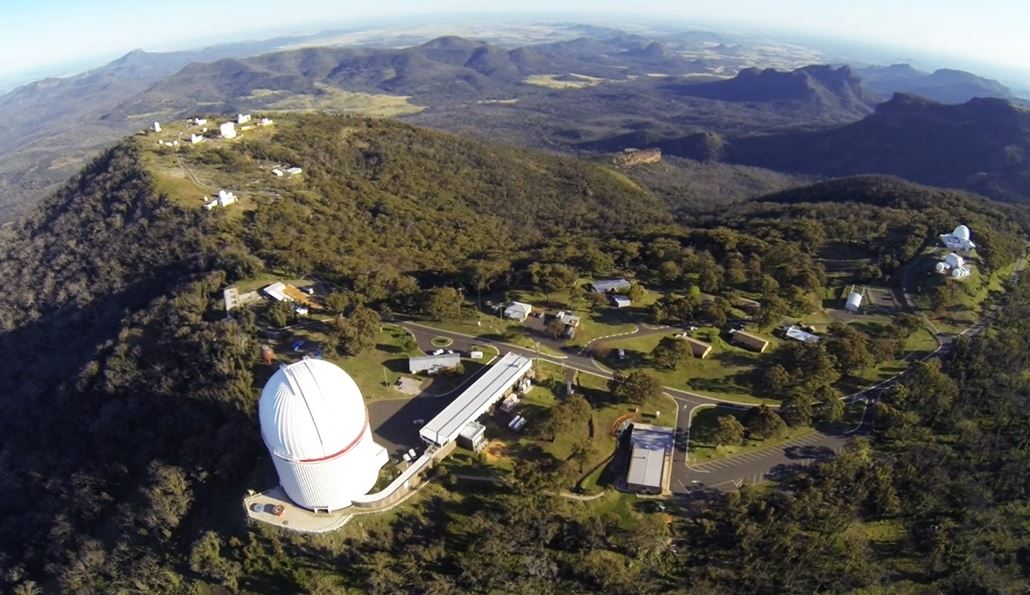
Il telescopio Anglo-Australiano, situato a Siding Spring, nel Nuovo Galles del Sud, in Australia.

La WiggleZ Dark Energy Survey è un'indagine astronomica su larga scala per il rilevamento degli spostamenti verso il rosso delle galassie, condotta tra l'agosto 2006 e il gennaio 2011, utilizzando il Telescopio Anglo-Australiano (AAT) da 3,9 m situato presso l'osservatorio di Siding Spring, nel Nuovo Galles del Sud, in Australia.
 
Il nome dell'indagine fa riferimento alle oscillazioni acustiche dei barioni nella distribuzione delle galassie (nel gergo inglese: the baryon wiggles).

## L'indagine
L'indagine ha misurato il redshift di 240.000 galassie del cielo meridionale. Il redshift indica l'aumento della lunghezza d'onda della luce emessa da una galassia collegato alla sua velocità di allontanamento rispetto a un osservatore terrestre; questo permette di calcolare la distanza della galassia dalla nostra Terra in base alla legge di Hubble. Per la misurazione dei redshift è stato impiegato lo spettrografo AAOmega, in grado di analizzare simultaneamente gli spettri di 392 galassie tramite un sistema di fibre ottiche controllate da un posizionatore robotico, il che ha permesso di ottenere una maggior velocità di mappatura. I target osservativi erano stati selezionati in base ai dati forniti dal satellite GALEX e l'intera indagine ha richiesto un tempo equivalente a 160 notti di cielo pulito. I dati ottenuti hanno consentito di elaborare un modello computerizzato tridimensionale delle galassie. Il vasto numero di osservazioni ha anche permesso di studiare le variazioni nella distribuzione delle galassie causate da fenomeni come le oscillazioni acustiche dei barioni.
L'indagine è stata condotta da un gruppo di 14 astronomi con base in Australia, in collaborazione con altri studiosi basati a Toronto, nel Canada, oltre che al California Institute of Technology e al Jet Propulsion Laboratory negli USA.

## Scopi
Tra gli scopi dell'indagine c'era il miglioramento della comprensione del fenomeno dell'energia oscura, proposto come meccanismo per spiegare l'aumento del tasso di espansione dell'universo, che è in contrasto con le convenzionali teorie basate sull'attrazione gravitazionale.

## Risultati
I risultati dell'indagine possono essere utilizzati assieme alle misure della radiazione cosmica di fondo per fornire stime più accurate della composizione dell'universo e per verificare le teorie correnti sulla gravità, attraverso la mappatura della struttura in espansione dell'universo. In aggiunta, l'analisi dettagliata dei tassi di formazione stellare, dell'ambiente cosmico, della morfologia e delle funzioni di luminosità, permette di ricavare informazioni sull'evoluzione delle galassie.
Il progetto WiggleZ è stato seguito dalla Baryon Oscillation Spectroscopic Survey (BOSS) che ha utilizzato il telescopio da 2,5 m dell'osservatorio di Apache Point nel New Mexico, e dalla Dark Energy Survey che si è avvalsa del telescopio Victor M. Blanco da 4 m situato all'osservatorio di Cerro Tololo in Cile.